# ديزة سبخية
ديزة سبخية (الاسم العلمي:Disa paludicola) هي نوع هجين من النباتات تتبع جنس الديزة من الفصيلة السحلبية.